# Alice De Man
Alice De Man (Kalmthout, 8 februari 1929 - Schoten, 27 juni 2017) was een Belgische rechtsgeleerde en magistraat. Zij was van 1988 tot 1996 eerste voorzitter van het hof van beroep van Antwerpen en was daarmee de eerste vrouwelijke voorzitter van een hof van beroep in de Benelux.

## Biografie
De Man begon als advocate maar ging al snel aan de slag bij het parket. Daarna was ze nog rechter en jeugdrechter. 
Vervolgens werd De Man benoemd tot raadsheer aan het hof van beroep van Brussel. Bij de oprichting van het hof van beroep van Antwerpen in 1975 verhuisde ze naar de Scheldestad. 
In 1988 werd De Man aldaar eerste voorzitter van het hof van beroep, de allereerste vrouwelijke voorzitter in de Benelux. Bij het bereik van de leeftijdsgrens van 67 jaar werd ze toegelaten tot het emeritaat. De Man werd opgevolgd door Luc Janssens.
De Man was Commandeur in de Leopoldsorde. Ze was ongetrouwd en was woonachtig te Kalmthout.

## Zaak Notaris X
In 1986 beschuldigden het dagblad De Morgen en het weekblad Humo tijdens het verloop van de zaak Notaris X, die in 1986 begon, bepaalde Antwerpse magistraten, wetsdokters en kinderpsychiaters van extreemrechtse sympathieën en bevooroordeelde bescherming van Notaris X. Vier hoge magistraten van het Antwerpse hof van beroep onder leiding van De Man startten een burgerrechtelijke procedure wegens laster en eerroof. De magistraten werden zowel in eerste aanleg (1988), in beroep (1990) als in cassatie (1991) in het gelijk gesteld. Humo trok nadien naar het Europees Hof voor de Rechten van de Mens met het argument dat het Europees Verdrag voor de Rechten van de Mens inzake vrijheid van meningsuiting was geschonden en werd daar in 1997 in het gelijk gesteld. De Belgische Staat werd veroordeeld tot het betalen van de gerechtskosten.

## Herstel van het gerechtelijk apparaat in Burundi
Na de moord op de eerste democratisch verkozen president Melchior Ndadaye van Burundi in oktober 1993 slaagde het Burundese gerecht er niet in om de daders op te sporen. Daarnaast bleven vele strafzaken onopgelost waardoor de bevolking het vertrouwen in de justitie verloren was en de criminaliteit hoogtij vierde. In mei 1995 bezocht een delegatie Belgische magistraten onder leiding van De Man Burundi om in opdracht van de Europese Unie het totaal verlamde juridische apparaat van het land door te lichten en voorstellen voor het herstel ervan te formuleren. In haar eindrapport formuleerde De Man dat de aanwezigheid van internationale waarnemers noodzakelijk was om het gerechtelijk apparaat terug op de rails te krijgen. Verder stelde ze onder meer voor om de toestand in de gevangenissen te verbeteren en de benoemingen van magistraten te herzien.